# Lindolfo Collor (Río Grande del Sur)
Lindolfo Collor es un municipio brasileño del estado de Rio Grande do Sul.
Se encuentra ubicado a una latitud de 27º36'00" Sur y una longitud de 53º04'22" Oeste, estando a una altitud de 360 metros sobre el nivel del mar. Su población estimada para el año 2004 era de 5.503 habitantes.
Ocupa una superficie de 249,96 km².
Originalmente una colonia de alemanes, se llamaba Picada Capivara. Fue posteriormente bautizado con el nombre de Lindolfo Collor, ministro de Getúlio Vargas (y abuelo de Fernando Collor de Mello).
- Datos: Q1648535
- Multimedia: Lindolfo Collor / Q1648535